# Пуритани (опера)

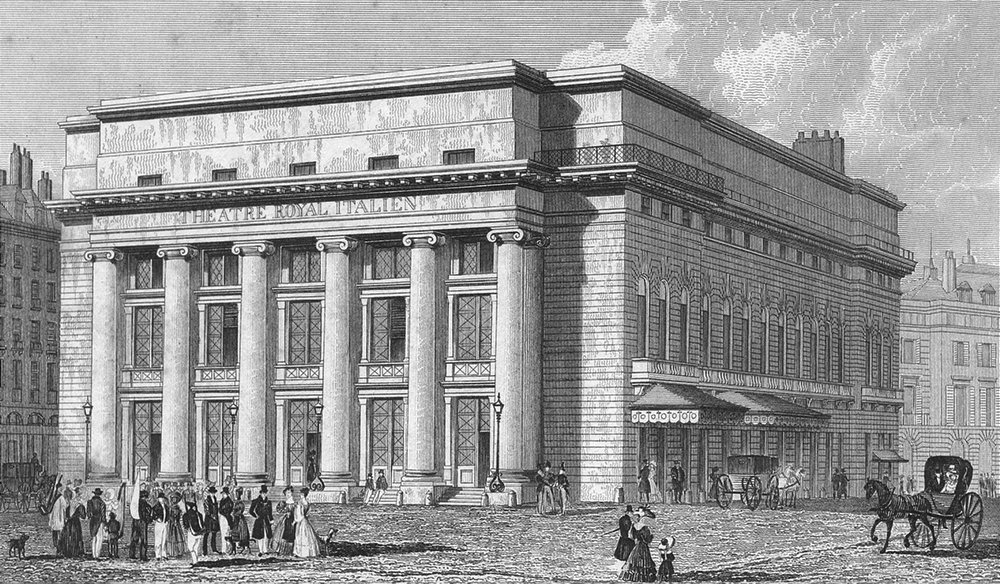
Італійська опера, 1829 рік

«Пуритани» (італ. I puritani) — опера на 3  дії італійського композитора Вінченцо Белліні на італійське лібрето Карло Пеполі за мотивами п'єси французьких авторів Жака-Франсуа Ансело і Жозефа-Ксав'єра Сантіна «Круглоголові і кавалери». Прем'єра опери відбулася 25 січня 1835 року в Парижі в Італійській опері.

## Дійові особи
| Лорд Волтер Волтон, ватажок пуритан   | бас     |
| Ельвіра, його дочка                   | сопрано |
| Сер Джордж Волтон, брат лорда Волтона | бас     |
| Лорд Артур Тальбот                    | тенор   |
| Сер Річард Форт, друг лорда Волтона   | баритон |
| Сер Бруно Робертсон, полковник        | тенор   |
| Королева Генрієтта, вдова Карла I     | сопрано |
| Солдати, дами і кавалери              |         |

## Сюжет
Дія відбувається в Англії під час Громадянської війни у 1640-і роки.

### Перша дія
Сцена 1: Фортеця поруч з Плімутом
Полковник Бруно обходить військові пости фортеці. Фортеця охороняється військами Кромвеля, на чолі яких стоїть сер Волтер. На оглядовому майданчику замку з'являються Ельвіра, Річард, сер Джордж і Артур. Вони милуються повним місяцем. Річард спускається вниз до Бруно. Він жаліється полковнику на те, що сер Волтер обіцяв йому руку своєї доньки Ельвіри, але тепер, приїхавши до фортеці, він дізнався, що Ельвіра дала згоду іншому — роялісту Артуру, а сер Волтер дав їй свободу вибору, заявивши, що не примушуватиме дочку виходити заміж без її бажання.
Сцена 2: Кімната Ельвіри
Сер Джордж повідомляє Ельвірі, що не зважаючи на політичні розбіжності, її батько дає згоду на шлюб з Артуром. Ельвіра щаслива.
Сцена 3: Збройниця в замку
Артур у супроводі почту прибув на офіційні заручини. Його слуги вносять до зали коштовні весільні подарунки. Серед них коштовне шлюбне покривало. Ельвіра, сер Волтер і сер Джордж доброзичливо приймають подарунки. Весілля відбудеться увечері. Господарі і почет виходять. В залі затрималися Артур і пані Вільфор, яку утримують у фортеці в ув'язненні. Дізнавшись, що Артур рояліст, пані Вільфор відкриває йому свою таємницю: вона королева Генрієтта — вдова страченого пуританами короля Карла I, і їй загрожує смерть. Артур вирішує врятувати королеву. Повертається Ельвіра і сер Джордж. Ельвіра намагається жартувати з нареченим, але Артур неуважний і відповідає не до речі. Сер Волтер кличе дочку і брата, і вони виходять. Артур знову наодинці з королевою. Він накидає на Генрієтту шлюбне покривало і виводить її з фортеці під виглядом своєї нареченої. Раптом з'являється Річард. Він вимагає, щоб Артур показав, кого він увозить, думаючи, що той викрадає Ельвіру. Побачивши Генрієтту, яку він не знає в обличчя, й впевнившись, що це не Ельвіра, Річард відпускає Артура і королеву. Входять Волтер, Ельвіра, Джордж і Бруно. Вони готові до весілля, але нареченого немає. Річард повідомляє, що Артур щойно утік з іншою жінкою. Ельвіра божеволіє.

### Друга дія
Табір пуритан біля фортеці
Сер Джордж у зажурі через божевілля своєї племінниці Ельвіри. Входить Річард. Він повідомляє, що Артура схопили, і парламент засудив його, як посібника втечі королеви, до смертної кари. З'являється Ельвіра. Вона божевільна, крізь шукає Артура, розповідає про свою першу зустріч з нареченим, про свою любов до нього. Джордж переконаний, що тільки зустріч з Артуром поверне Ельвіру до тями. Він просить Річарда врятувати життя Артура, говорячи, що за смертю Артура негайно станеться і смерть Ельвіри, й, таким чином, Річард буде винний у смерті обох закоханих, привиди яких переслідуватимуть його все життя. Врешті Джорджу вдається переконати Річарда, звертаючись до його душі і сумління. Дія завершується знаменитим дуетом Джорджа і Річарда «Suoni la tromba», що звучить як заклик пожертвувати усім — коханням, щастям і життям заради свободи і батьківщини.

### Третя дія
Сад поблизу фортеці
Артур втік з в'язниці, але не хоче їхати до того, як побачить Ельвіру. Вона все ще божевільна. Артур підбігає до неї, у цей момент розум Ельвіри прояснюється — вона упізнає свого нареченого. Тепер вона колишня Ельвіра. Артур пояснює їй, що втік тільки задля спасіння королеви, а кохає лише її і вірний їй. Несподівано з'являються солдати, а з ними сер Джордж і Річард. Артур знову схоплений і буде страчений. Але з'являється посланець Кромвеля з листом. Стюарти розбиті, громадянська війна закінчена цілковитою перемогою парламенту, і всі в'язні помилувані. Артур і Ельвіра знову можуть з'єднати свої долі, і ніщо більше не порушить їх щастя.